# Adin Steinsaltz
Adin Even Israël, né Steinsaltz (en hébreu : עדין אבן ישראל, נולד שטיינזלץ) est un rabbin et auteur israélien né le 11 juillet 1937 à Jérusalem et mort le 7 août 2020 dans la même ville.
Né dans une famille militante de gauche, il décide de suivre les prescriptions du judaïsme dans son adolescence, et rejoint la mouvance Habad tout en continuant ses études universitaires. En 1965, il entame le commentaire du Talmud qui porte son nom (en) et qui lui vaudra le prix Israël en 1988. Il rédige ensuite divers ouvrages de pensée juive, kabbale et hassidisme qui se caractérisent par une même volonté de transmettre les savoirs séculaires à un lectorat majoritairement séculier.

## Biographie
Adin Steinsaltz naît à Jérusalem le 11 juillet 1937, dans une famille juive d'origine polonaise. Son père Avraham, arrière-petit-fils du premier rebbe de la dynastie Slonim, a émigré en Palestine mandataire en 1924. Il aura, brièvement, parmi les disciples d’Hillel Zeitlin qui le présenta à sa future épouse Léa née Krokovitz laquelle a, comme lui, rompu avec la bourgeoisie et la tradition juive alors qu’elle habitait encore à Varsovie.Avraham est un communiste militant qui part en Espagne pour combattre dans les Brigades internationales en 1936, avant de revenir à Jérusalem pour rejoindre le non moins révolutionnaire Lehi. Il sera cependant apparemment redevenu un Juif pratiquant vers la fin de sa vie, lorsqu’il dirigera la comptabilité du centre fondé par son fils.

### Retour au judaïsme
Bien que formé aux œuvres de Marx, Freud et Lénine plutôt qu’à la Bible (au demeurant, il lira le Nouveau Testament avant la Torah), le jeune Adin décide, vers l'âge de quatorze ans, de  retourner à la pratique du judaïsme, davantage par curiosité intellectuelle que par inclination mystique (ses contacts antérieurs avec le judaïsme, y compris sa préparation à la bar mitzva, ne lui ont pas laissé d’impression particulière). Aidé dans sa démarche par le rabbin Shmouel Eliezer Heilprin (he), descendant du fondateur du hassidisme Loubavitch et membre de ce courant, il est dirigé vers l’une des principales écoles du mouvement, la yeshiva Tomkhei Temimim de Lod, mais il a du mal à y trouver ses marques et semble avoir acquis l’essentiel de son savoir en autodidacte.  

### Entre sciences et étude de la tradition
Dispensé du service militaire pour raisons de santé, Adin Steinsaltz alterne études universitaires de mathématiques, physique et chimie à  l’université hébraïque de Jérusalem, et talmudiques. Étudiant très doué, il subvient à ses besoins comme professeur de mathématiques et directeur de lycée. Dans les kibboutz (à ce moment souvent laïcs et orientés à gauche) où il dispense ses enseignements, il fait une telle impression que même les grands les plus grands adversaires idéologiques du judaïsme le recommandent aux plus hautes instances de l’État d’Israël, qui voient dans cet homme une occasion de conserver ces trésors culturels qui tendent alors à être mis de côtés et oubliés: c’est qu’il manifeste, outre sa maîtrise du Talmud, une aisance à présenter ses passages les plus complexes sous une forme agréable et accessible au tout-venant.  
Afin que ses conférences puissent être publiées, l’« Institut israélien pour les Publications talmudiques » est fondé par Kadish Luz et Levi Eshkol en 1964, avec l’appui officieux des rabbins Shlomo Yosef Zevin (en) et Menachem Mendel Schneerson lui-même.

### Famille

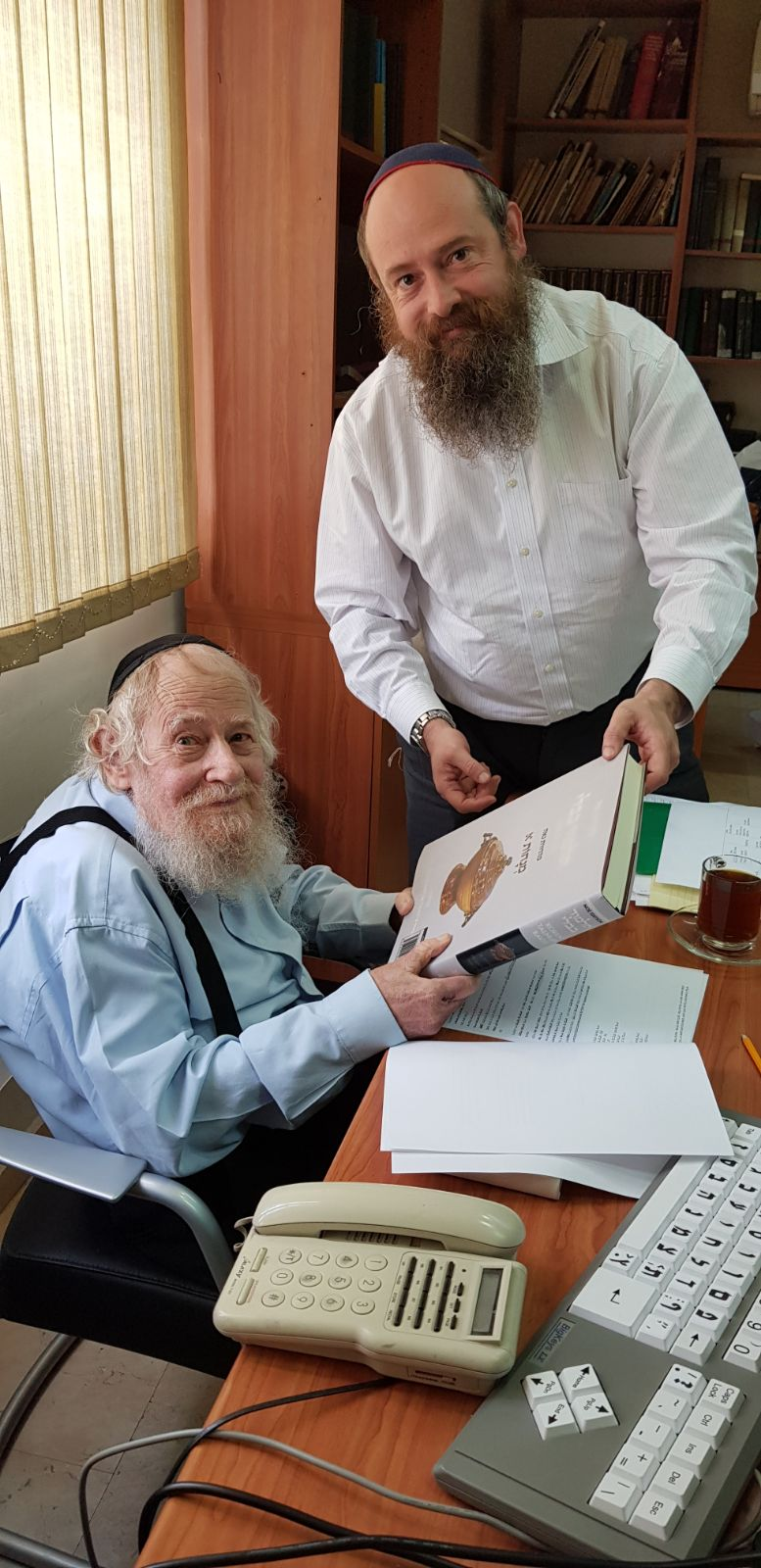
Le rabbin Even Israël, ici avec son fils Menahem Yaaqov Tzvi, inspecte l’édition Noé du premier tome du traité Menahot dans les bureaux de son institut, en 2018.

Adin Steinsaltz épouse en 1965 Haya Sarah née Asimov, fille d’un hassid du courant Habad de France et petite-cousine d'Isaac Asimov, célèbre auteur de science-fiction. Le couple aura trois enfants : une fille née en 1967 — l'année où l’Institut publie l'édition du traité Berakhot de A. Steinsaltz — et deux fils, Menahem Yaaqov Tzvi et le rabbin Abraham Moshe Hayim Hillel (ainsi nommé en hommage à ses grands-pères, tous deux porteurs de noms composés).
En 1984, le rabbin ouvre à Jérusalem l’académie Mekor Hayim en association avec les rabbins Shagar et Menahem Fruman afin de dispenser un enseignement hassidique au sein des académies sionistes-religieuses ; elle sera fermée au bout de quatre ans mais le lycée homonyme, fondé dans le quartier homonyme, fonctionne encore, bien qu’il ait été transféré à Kfar Etzion. Cinq ans plus tard, Adin Steinsaltz ouvre aussi la première académie talmudique à Moscou après la chute du bloc de l’URSS. En 1991, il adopte officiellement le nom d’Even Israël sur la recommandation du Rabbi de Loubavitch.
Frappé en 2016 par un accident vasculaire cérébral quelques semaines avant la parution de son commentaire sur le Livre des Psaumes, Adin Even Israël est mort le 7 août 2020 à Jérusalem et enterré le même jour dans la section Habad au cimetière juif du Mont des Oliviers, en présence seulement de sa famille, à cause des restrictions imposées par le COVID-19,

## Œuvre
Adin Even Israël est avant tout connu pour son commentaire populaire et sa traduction du Talmud de Babylone en hébreu moderne, dont le premier tome paraît en 1967 et le dernier en 2010. Le Talmud Steinsaltz sera ensuite traduit en anglais, espagnol, français et russe. Annoncée à grand bruit en 1984, sa traduction du Talmud de Jérusalem ne comptera finalement que les traités Pea et Shekalim (lequel est inclus dans le canon talmudique babylonien). Il aura cependant produit, outre le Talmud et de nombreux ouvrages introductifs ou de vulgarisation, un commentaire de l’ensemble des livres fondamentaux d’une bibliothèque Habad traditionnelle, à savoir les vingt-quatre livres de la Bible hébraïque, la Mishna, le code de Maïmonide et le Tanya de Shenour Zalman de Liadi.

### Commentaire au Talmud de Babylone
Dès la parution du premier tome, l’édition du Talmud de Babylone conçue par le rabbin apparaît révolutionnaire : la conception de la couverture et des enluminures, confiée à Betsalel Shatz, se démarque des tomes ordinaires, les chapitres sont soigneusement différenciés, accompagnés d’introductions qui préparent les lecteurs aux sujets qu’ils vont aborder et de conclusions qui résument de façon claire les pages passées en revue. Aux colonnes plus ou moins resserrées ont fait place des paragraphes afin de privilégier la clarté et la mise en évidence des souguiyot (unités de pensée) au détriment de la pagination en cours depuis l’édition Bomberg en 1512 (Adin Steinsaltz suit en cela la recommandation expresse du Rabbi de Loubavitch, d’étaler chaque folio sur deux pages). Le texte, expurgé au possible des erreurs qu’y avaient introduites les censeurs, adopte une typographie plus large qui permet sa pleine vocalisation ; il est en outre ponctué avec des signes issus du latin et du grec, et par conséquent étrangers à l’hébreu traditionnel mais entrés dans l’usage moderne. 
À l’image des éditions classiques, le texte est encadré du traditionnel commentaire de Rachi auquel le rabbin adjoint selon le besoin la traduction des gloses, reprise du glossaire de Moshé Catane. Les Tossafot (Notes) des disciples de Rachi qui sont traditionnellement présentées en vis-à-vis de son commentaire, demeurent consultables par l’érudit qui retrouve aussi, sous forme remaniée, les outils bibliographiques des éditions classiques mais elles ont été reléguées en coin de page pour faire place au « Nouveau Commentaire » d’Adin Steinsaltz, lequel est plutôt une traduction assistée en hébreu moderne, que le rabbin a voulu concise au possible ; des points du texte font l’objet d’Approfondissements, des notes marginales sur les Personnages ou la Vie (lesquelles sont souvent illustrées), donnent des indications biographiques sur les intervenants ou replacent les objets et coutumes évoqués dans le contexte de l’époque, et une section Langue pourvoit l’explication de certains termes araméens dont elle retrace au demeurant l’étymologie. Le néophyte acquiert ainsi la compréhension basique d’un texte d’ordinaire aride et austère, présenté sous une forme si claire que le recours à un maître ou autrui, n’est plus absolument nécessaire tandis que celui qui y cherche les conclusions législatives à la manière du code de Maïmonide, les y trouvera dans la Voie de la Halakha (Loi juive) qui résume en quelques sentences les positions des divers décisionnaires ainsi que l’opinion talmudique en fonction de laquelle chacun a tranché (il se distingue en cela de son modèle qui indiquait seulement la position qu’il estimait correcte sans mentionner ses sources). Le rabbin adjoint même, en fin de volume où les éditions courantes insèrent des essais talmudiques ou commentaires inédits, la Tossefta du traité étudié (d’après l’édition Zuckermandl), également commentée par ses soins ; le lecteur curieux peut donc, à partir de la consultation de la Mishna et de la Tossefta, retracer au moins en partie le cheminement intellectuel des docteurs du Talmud.

Favorablement accueillies par le grand public, les innovations d’Adin Steinsaltz sont en revanche reçues plus froidement dans les académies où le Talmud est traditionnellement enseigné car l’on n’y apprécie ni les changements apportés à une mise en page consacrée par l’usage ni la volonté de simplifier une étude qui doit être ardue et qu’il ne conviendrait pas de rendre abordable au tout-venant[réf. nécessaire]. À ceux-là, le rabbin Steinsaltz répond : 

« Je n'ai jamais pensé que répandre l'ignorance a quelques avantages que ce soit, excepté pour ceux qui sont en position de pouvoir et veulent priver les autres de leurs droits en étendant l'ignorance dans le but de les garder dans une position subalterne. »

Le ton monte entre les factions et plusieurs anathèmes seront prononcés contre les écrits du rabbin ; comme ils ne semblent pas avoir produit l’effet escompté, diverses éditions concurrentes sont lancées qui rendent le Talmud plus accessible aux débutants sans pour autant sacrifier la dimension dialectique qui a fait sa renommée. Certaines s’imposeront, notamment aux États-Unis où la traduction anglaise du Talmud Steinsaltz souffre de plusieurs défauts mais elles n’entameront pas significativement son succès.

### Autres publications
Adin Steinsaltz a laissé une oeuvre abondante. Ci-après une partie des titres traduits en français :
- Le Maître de prière, Paris, Albin Michel, 1994.
- L'Homme debout, Paris, Albin Michel, 1999.
- Personnages du Talmud, Paris, Bibliophane, 2000.
- La Rose aux treize pétales. Introduction à la Kabbale et au judaïsme, Paris, Albin Michel, 2002.
- Laisse mon peuple savoir, Paris, Bibliophane, 2002.
- Introduction au Talmud, Paris, Albin Michel, 2002.
- Mots simples, Paris, Bibliophane/Daniel Radford, 2004.
- Les Juifs et leur avenir, Paris, Albin Michel, 2008.
- Introduction à la prière juive, Paris, Albin Michel, 2011.
- La Hagada, Paris, Albin Michel, 2013.

## Citation
« Une société doit demander, chercher et exiger, que chaque individu donne quelque chose de lui-même. De la somme de ses petits dons, il peut se reconstruire entièrement. Si chacun d'entre nous allume une bougie de nos âmes, le monde sera rempli de lumière. »

— Adin Steinsaltz